# Чудотворная (фильм)
«Чудотворная» — художественный фильм на антирелигиозную тему режиссёра Владимира Скуйбина, снят на киностудии Мосфильм в 1960 году. В основу сценария легла одноимённая повесть Владимира Тендрякова 1958 года, который и переработал её в сценарий фильма.

## Сюжет
Ученик Гумнищенской неполной средней сельской школы Родька Гуляев находит в тайнике у заброшенной церкви древнюю потемневшую икону, и его бабка Авдотья распускает слух, что эта икона — чудотворная, а её внук Родька — святой. И это событие меняет его жизнь, ибо верующие сельчане объявляют мальчика «Божьим избранником». Но мальчик не хотел быть святым.

## В ролях
- Владимир Васильев — Родька Гуляев
- Нина Меньшикова — Варвара, мать Родьки
- Антонина Павлычева — бабка Авдотья, мать Варвары
- Клавдия Половикова — учительница Прасковья Петровна
- Владимир Покровский — отец Дмитрий
- Петр Савин — Иван Макарович, председатель колхоза
- Иван Рыжов — директор сельпо Мякишев
- Валерий Коротков — Васька
- Саша Крылов — Сенька
- Станислав Чекан — инвалид Киндя
- Елена Максимова — Жеребиха
- Вера Бурлакова — Екатерина Мякишева
- Виктор Авдюшко — Кущин, секретарь райкома
- Серёжа Плотников — эпизод
- Виктор Лазарев — набожный старик

## Технические данные
- Звуковой
- 2190 метров

## Критика
По отзыву историка, научного сотрудника Научно-исследовательского отдела новейшей истории РПЦ Андрея Кострюкова, данный фильм снятый в период хрущёвской антирелигиозной кампании, содержал в себе «полный арсенал советской антирелигиозной пропаганды: карикатурно-кощунственное изображение чудотворной иконы Спасителя, лицемеры-верующие, священник, по его же признанию „верующий в Бога с оговорками“, честная учительница-атеистка, спасающая ребёнка от „религиозного дурмана“».